# Abbaye de New Melleray
L'abbaye de New Melleray est une abbaye de moines cisterciens-trappistes (Ordre cistercien de la stricte observance). Leur vie communautaire se partage entre prière, travail (surtout manuel) et étude. Le Père-Abbé est actuellement Dom Mark Scott, élu en 2014, qui succede au T.R.P. Brendan Freeman, ocso.
L'abbaye est située près de Dubuque dans l'Iowa (États-Unis) et fait partie de l'archidiocèse de Dubuque. Son nom est issu de la commune de La Meilleraye-de-Bretagne en France, où les cisterciens avaient une grande abbaye, l'abbaye Notre-Dame de Melleray.

## Histoire
Six moines cisterciens-trappistes sont arrivés sur le site de New Melleray à l'invitation de l'évêque, Mgr Mathias Loras (Français de naissance), le 6 juillet 1849. Ils construisent une première installation en bois et sont rejoints au cours des années suivantes par seize autres moines. La nouvelle abbaye en pierre est construite après la fin de la Guerre de Sécession dans le style néo-gothique, par John Mullany, auteur entre autres de l'église Sainte-Marie de Dubuque et de la cathédrale Saint-Raphaël de Dubuque.
L'église abbatiale change plusieurs fois d'endroit jusqu'à son emplacement actuel dans les années 1970 dans l'aile nord.
L'abbaye dispose d'un centre de soins spécial pour les moines âgés, car la moyenne d'âge est élevée. La communauté est actuellement de trente-six moines qui tirent leur subsistance de l'exploitation de leur domaine agricole et de la fabrication de cercueils.

## Fondations
L'abbaye a fondé en 1950 l'abbaye de l'Assomption d'Ava dans le Missouri.

## Sources
- (en) Cet article est partiellement ou en totalité issu de l’article de Wikipédia en anglais intitulé « New Melleray Abbey » (voir la liste des auteurs).